# Нэнс, Джек
Марвин Джон «Джек» Нэнс (англ. Marvin John Nance; 21 декабря 1943, Бостон, Массачусетс — 30 декабря 1996, Южная Пасадина, Калифорния) — американский актёр театра и кино. Наиболее известен своими ролями в фильмах Дэвида Линча.

## Биография
Джек родился в Бостоне. Вырос в Далласе и там же начал актёрскую карьеру в Театральном Центре.
Вместе с труппой детского театра он объездил все штаты, пока наконец не направился в Лос-Анджелес для продолжения учёбы в Пасадена Плейхаус. Но вместо Лос-Анджелеса он попал в Сан-Франциско, где и провел восемь лет, играя на сцене престижного театра Консерватория. Ему очень понравилось участвовать в авангардных постановках, особенно по Брехту.
В конце 1960-х годов он появился в заглавной роли в спектакле «Том Пэйн», после чего был замечен критикой, и некоторое время спустя в 1970 году получил приглашение участвовать в фильме «Дураки».
Следующим судьбоносным для Джека событием стало знакомство с Дэвидом Линчем. Они были представлены друг другу режиссёром театра из Сан-Франциско, с которым Джек работал. Их первая встреча состоялась в Американском Институте Кино в 1971 году.
В 1968 году Нэнс женился на Кэтрин Э. Коулсон, но пара развелась в 1976 году.

## Смерть
29 декабря 1996 года, во время обеда с друзьями Лео Булгарини и Кэтрин Кейс, друзья спросили у Нэнса, откуда у него синяк в форме полумесяца под глазом, на что Нэнс ответил, что получил его после драки с неизвестными утром того же дня.
В результате драки у Джека Нэнса развилась субдуральная гематома, которая и стала причиной его смерти. Его тело было найдено на полу в ванной его квартиры в Саут-Пасадине, Калифорния. Изначально предполагалось, что он умер из-за удара тупым предметом.

## Фильмография
| Год       |     | Русское название                | Оригинальное название          | Роль                       |
| --------- | --- | ------------------------------- | ------------------------------ | -------------------------- |
| 1970      | ф   | Дураки                          | Fools                          | хиппи                      |
| 1971      | ф   | —                               | Jump                           | Эйс                        |
| 1971      | с   | Коломбо                         | Columbo                        | садовник                   |
| 1977      | ф   | Голова-ластик                   | Eraserhead                     | Генри Спенсер              |
| 1977      | ф   | Правонарушитель                 | Breaker! Breaker!              | Бертон                     |
| 1982      | ф   | Хэмметт                         | Hammett                        | Гэри Солт                  |
| 1984      | тф  | —                               | The Bet                        | н/д                        |
| 1984      | ф   | Гоблины                         | Ghoulies                       | Вольфганг                  |
| 1984      | ф   | Дюна                            | Dune                           | капитан Нефуд              |
| 1984      | ф   | Заваруха в городе               | City Heat                      | Арам Стросселл             |
| 1984      | ф   | Опасный Джонни                  | Johnny Dangerously             | священник                  |
| 1984      | кор | —                               | Weekend                        | н/д                        |
| 1986      | ф   | Синий бархат                    | Blue Velvet                    | Пол                        |
| 1987      | ф   | Пьянь                           | Barfly                         | детектив                   |
| 1987      | с   | Криминальные истории            | Crime Story                    | Чарли Грин                 |
| 1988      | ф   | Цвета                           | Colors                         | офицер Сэмюелс             |
| 1988      | ф   | Капля                           | The Blob                       | доктор                     |
| 1988      | тф  | Трюки торговли                  | Tricks of the Trade            | Эл                         |
| 1988      | с   | Французы глазами…               | Les Français vus par           | Пит                        |
| 1990      | ф   | Дикие сердцем                   | Wild at Heart                  | Два Нуля Спул              |
| 1990      | ф   | Игра с огнём                    | The Hot Spot                   | Джулиан Уорд               |
| 1990—1991 | с   | Твин Пикс                       | Twin Peaks                     | Пит Мартелл                |
| 1991      | ф   | Шлюха                           | Whore                          | человек, который помог Лиз |
| 1991      | ф   | Моторама                        | Motorama                       | хозяин мотеля              |
| 1991      | в   | —                               | Old Fashioned Spankings        | н/д                        |
| 1992      | ф   | Фрикадельки 4                   | Meatballs 4                    | Нил Питерсон               |
| 1992      | ф   | Твин Пикс: Сквозь огонь         | Twin Peaks: Fire Walk With Me  | Пит Мартелл                |
| 1994      | тф  | Успеть до полуночи: Продолжение | Another Midnight Run           | Райли                      |
| 1994      | ф   | Любовь и 45-й калибр            | Love and a .45                 | судья Терман               |
| 1994      | ф   | По ту сторону Луны              | Across the Moon                | старый ковбой              |
| 1995      | с   | Моя так называемая жизнь        | My So-Called Life              | Уоррен                     |
| 1995      | ф   | Разрушительница                 | The Demolitionist              | отец Маккензи              |
| 1995      | ф   | Вуду                            | Voodoo                         | Льюис                      |
| 1995      | с   | Падшие ангелы                   | Fallen Angels                  | шериф                      |
| 1996      | ф   | Клуб шпионов                    | The Secret Agent Club          | Док                        |
| 1996      | тф  | Мятеж в космосе                 | Assault on Dome 4              | Меллоу                     |
| 1996      | ф   | Маленькие ведьмы                | Little Witches                 | отец Майкл                 |
| 1997      | ф   | Шоссе в никуда                  | Lost Highway                   | Фил                        |
| 2014      | ф   | Твин Пикс: Вырезанные сцены     | Twin Peaks: The Missing Pieces | Пит Мартелл                |